# Majo González
María José González González (Ciudad de México, 25 de septiembre) es una narradora y comentarista deportiva de la televisión mexicana que ha colaborado con TDN, Sky Sports, TNT Sports México, Televisa y W Deportes.

## Biografía
Conocida como “Majo González” nació en Ciudad de México. Es de ascendencia española. Desde pequeña ha sido aficionada al futbol, principalmente al español. Estudió Mercadotecnia en la Universidad Iberoamericana. Se considera una fanática del futbol y es una gran seguidora del Club América y del Celta de Vigo, porque de esa ciudad es su padre.

### Sky Sports
Inicia su carrera como parte de la redacción para el noticiario en TDN, después entra al corporativo de Sky Sports como Coordinadora de programación, al mismo tiempo hace el noticiario Sky Sports News, posteriormente debido al enorme conocimiento deportivo con el que contaba tiene la oportunidad de narrar tenis y vóleibol para los Juegos Olímpicos de Londres 2012. Ahí daría un brinco importante, tanto en la televisión deportiva como en lo corporativo, ya que asciende de puesto a Gerente de OTT y contenido formando parte del equipo de desarrollo para la aplicación "Blue To Go", además de narrar partidos de futbol para la Liga de Ascenso, Copa Mx y la segunda división de Inglaterra. 
Tiempo después llegaría su primera gran oportunidad narrando la Copa Mundial de FIFA Rusia 2018, convirtiéndose así en la primera mexicana en narrar partidos en un Mundial de futbol. Ha narrado grandes torneos y eventos deportivos como: Premier League, LaLiga, Bundesliga, Juegos Olímpicos, Mundiales de futbol, Eurocopa, Copa Davis, ATP, WTA, entre otros.

### TNT Sports
Es narradora de la cadena TNT Sports México y narradora de la UEFA Champions League, Premier League y de la UEFA Women's Champions League.

### W Deportes
Durante el Mundial de la FIFA Catar 2022 se unió a W Deportes para la narración de los partidos para los radioescuchas de la cadena.

### Televisa
Es parte de la mesa de análisis del programa "Tercer Grado Deportivo" junto a Denise Maerker, David Faitelson, André Marín, entre otros.

## Activismo
Es defensora de los animales, principalmente de los perros. Apoya a refugios para perros abandonados y/o maltratados del país.
Se posiciona a favor de los movimientos y posturas feministas, señalando que el deporte es una buena plataforma para cuestionar y evidenciar conductas machistas en la sociedad y en un deporte que se caracterizado por “ser de hombres”.
Parte de ello, en conjunto con las narradoras deportivas Marion Reimers y Miroslava Montemayor inauguraron el espacio de titulado “Las Champions”, donde analizan lo sucedido en la UEFA Champions League, con el objetivo de darle mayor representatividad a las mujeres en el deporte.

## Coberturas
- Juegos Olímpicos Londres 2012
- Copa Mundial de la FIFA Rusia 2018
- Copa Mundial de la FIFA Catar 2022
- UEFA EURO 2020
- UEFA Champions League
- UEFA Women's Champions League
- Premier League
- FA Cup
- Sky Bet Championship
- Carabao Cup
- LaLiga
- Copa del Rey
- Copa de la Reina
- Bundesliga
- Copa Davis
- ATP
- WTA
- SuperCopa de la UEFA Real Madrid vs Eintracht Frankfurt
- SuperCopa de la UEFA Real Madrid vs Atalanta